# Kabinett Orbán IV
Als Kabinett Orbán IV wurde die vom 18. Mai 2018 bis zum 24. Mai 2022 amtierende Regierung Ungarns unter Viktor Orbán bezeichnet.
Bei der Parlamentswahl vom 8. April 2018 hatte die konservative Partei Fidesz zusammen mit ihrem deutlich kleineren Bündnispartner, der christdemokratischen KDNP, erneut eine Zweidrittelmehrheit erzielt. Bei der Regierungsbildung kam es auch zu gravierenden Änderungen in der Regierungsstruktur: Man gab das Konzept der Superminister, die es seit 2010 vielfach gab, weitgehend auf. So wurden aus dem Ministerium für Nationalwirtschaft und aus dem Ministerium für nationale Entwicklung das „klassische“ Ministerium für Finanzen bzw. das Ministerium für Innovation und Technologie. Lediglich das „Superministerium“ für Humanressourcen (Bildung, Gesundheit, Kultur, Hochschulen) blieb erhalten.

## Regierungsparteien
| Partei | Partei                                      | Parteivorsitzende/-r | Politische Ausrichtung                                                     | Europäische Partei/Fraktion |
| ------ | ------------------------------------------- | -------------------- | -------------------------------------------------------------------------- | --------------------------- |
|        | Fidesz – Ungarischer Bürgerbund (Fidesz)    | Viktor Orbán         | Rechtspopulismus, Nationalismus, Christdemokratie, Wirtschaftsliberalismus | EVP/EVP                     |
|        | Christlich-Demokratische Volkspartei (KDNP) | Zsolt Semjén         | Nationalkonservatismus, Christdemokratie                                   | EVP/EVP                     |

### Unterstützer
| Partei | Partei                                           | Parteivorsitzende/-r  | Politische Ausrichtung | Europäische Partei/Fraktion |
| ------ | ------------------------------------------------ | --------------------- | ---------------------- | --------------------------- |
|        | Landesselbstverwaltung der Ungarndeutschen (LdU) | Ibolya Hock‐Englender | Konservatismus         | keine                       |

## Minister
| Amt | Name                               | Bild | Partei    | Partei    |
| --- | ---------------------------------- | ---- | --------- | --------- |
| Ministerpräsident | Viktor Orbán                       |      |           | Fidesz    |
| Stellvertretender Ministerpräsident, Minister ohne Geschäftsbereich für gesamtungarische Politik, für Kirchen und für Nationalitäten | Zsolt Semjén                       |      |           | KDNP      |
| Stellvertretender Ministerpräsident, Minister für Finanzen                                                                           | Mihály Varga                       |      |           | Fidesz    |
| Minister, Leiter der Staatskanzlei                                                                                                   | Gergely Gulyás                     |      | Fidesz    |           |
| Minister, Leiter des Kabinettsbüros des Ministerpräsidenten                                                                          | Antal Rogán                        |      | Fidesz    |           |
| Minister für Auswärtiges und für Außenwirtschaft                                                                                     | Péter Szijjártó                    |      | Fidesz    |           |
| Minister für Inneres | Sándor Pintér                      |      |           | parteilos |
| Minister für Landesverteidigung | Tibor Benkő                        |      | parteilos |           |
| Minister für Justiz | László Trócsányi bis 30. Juni 2019 |      | parteilos |           |
| Minister für Justiz | Judit Varga seit 11. Juli 2019     |      | parteilos |           |
| Minister für Innovation und Technologie                                                                                              | László Palkovics                   |      | parteilos |           |
| Minister für Landwirtschaft | István Nagy                        |      |           | Fidesz    |
| Minister für Humanressourcen | Miklós Kásler                      |      |           | parteilos |
| Minister ohne Geschäftsbereich für Planung, Bau und Inbetriebnahme der zwei neuen Reaktorblöcke im AKW Paks                          | János Süli                         |      |           | KDNP      |
| Ministerin ohne Geschäftsbereich für die Verwaltung des Staatsvermögens                                                              | Andrea Bártfai-Mager               |      |           | parteilos |